# Konstantin Semënov
Konstantin Sergeevič Semënov (in russo Константин Сергеевич Семёнов?; 9 giugno 1989) è un giocatore di beach volley russo.

## Palmarès

### Europei
- 1 medaglia:
  - 1 argento (Biel/Bienne 2016)

### Universiadi
- 1 medaglia:
  - 1 bronzo (Kazan 2013)